# Yatomi, Aichi
Yatomi (弥富市 Yatomi-shi, Mi Phú) là một thành phố thuộc tỉnh Aichi, Nhật Bản.
Thành phố được thành lập ngày 1 tháng 4 năm 2006, là kết quả của việc sáp nhập thị trấn Yatomi và làng Jūshiyama, từ quận Ama.
Tính đến 2010, thành phố có dân số ước tính khoảng 43.371 và mật độ dân số 887 người/km². Tổng diện tích là 48,92 km².

## Người nổi tiếng
- Yamanaka Kaku, supercentenarian